# Tom Roden

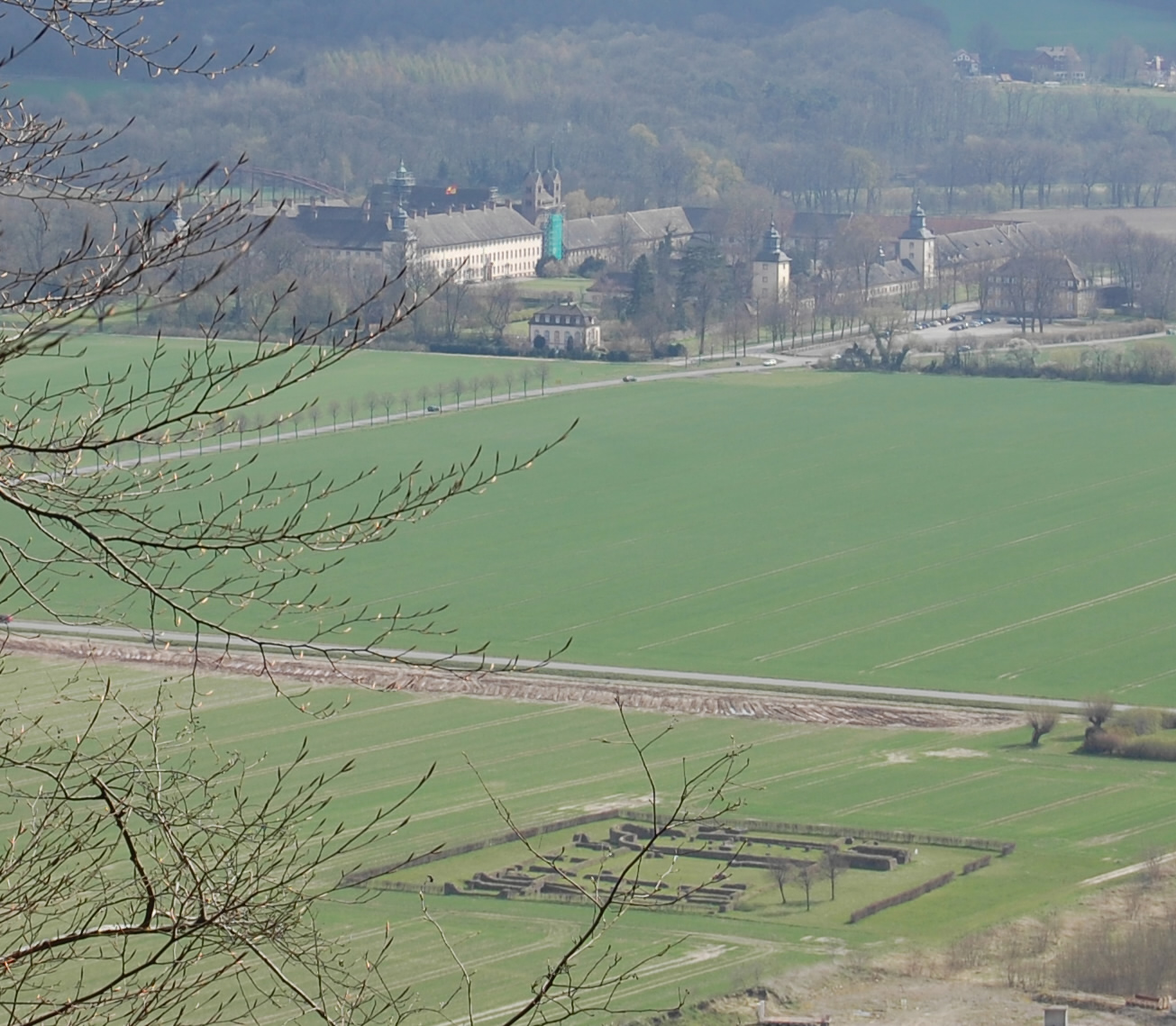
Das Bodendenkmal tom Roden vor dem Hintergrund der etwa 800 m entfernten Abtei Corvey

Tom Roden war eine Propstei des Klosters Corvey auf dem Gebiet der heutigen Stadt Höxter. Sie bestand seit dem 13. Jahrhundert bis ins 16. Jahrhundert hinein. Heute sind die Ruinen ein Bodendenkmal.

Höxter, Nienkerken, Siedlung und Kloster Corvey und Propstei tom Roden (um 1250)

## Geschichte
Eine der heiligen Magdalena geweihte Kapelle wurde an dieser Stelle bereits 1184 erwähnt. Abt Hermann I. von Holte hat dort um die Kapelle eine Propstei Corveys gegründet. Ein erster Propst wurde 1244 erwähnt. Der Propst gebot über ein kleines Kapitel, war aber Corvey unterstellt. Es sind für das dreizehnte Jahrhundert ein Konvent und Dignitäre überliefert.
Seit 1284 gab es eine Prozession der Kanoniker von Nienkerken zu besonderen Festtagen nach tom Roden. Die Kapelle und wohl auch ein Großteil der übrigen Gebäude wurden 1324/1327 durch Brand zerstört. Möglicherweise spielten dabei Übergriffe von Herzog Otto von Braunschweig auf Corveyer Territorium eine Rolle. Später wurden sie wieder aufgebaut. Dass die Kapelle wieder hergestellt wurde, bezeugt eine Altarstiftung aus dem Jahr 1422 zur Verehrung der Heiligen Jungfrau Maria Solitaria. Die Errichtung eines zweiten Altars macht die Bedeutung des Gotteshauses deutlich. Im Jahr 1431 wurden zwei Präbenden von Corvey nach tom Roden verlegt. Der ehemalige Propst Hermann von Stockhausen überfiel 1455/56 tom Roden und Corvey.
Das Amt des Propstes von tom Roden war nicht selten mit dem des Propstes von Corvey verbunden. Dieser lebte teilweise auch in Corvey. Vor allem seit der zweiten Hälfte des 15. Jahrhunderts dürfte das Amt eine reine Sinekure gewesen sein. Ein Konvent dürfte nicht mehr bestanden haben.
Um etwa 1482 wurde der Bach Schelpe, der bis dato die Propstei mit Wasser versorgte, durch den Schelpekanal Richtung Süden umgeleitet, um das Wasser dem Kloster Corvey zuzuführen. Somit gab es kein fließendes Wasser mehr in der Propstei. Corvey hatte sich mit der Stadt Höxter darauf geeinigt, dass die Stadt das Wasser der Grube und Corvey das Wasser der Schelpe nutzen durften.
Johann von der Lippe war der letzte Propst und zog 1501 nach Höxter. Das Ende kann auch mit dessen Weigerung, der Bursfelder Kongregation beizutreten, zu tun gehabt haben. Er lebte mit seinen Söhnen von den Einkünften der ehemaligen Propstei. Nach dessen Tod 1538 wurde das Amt aus finanziellen Gründen nicht mehr besetzt. Wie lange in der Kapelle noch Messen gelesen wurden, ist unbekannt. Die Anlage wurde als Steinbruch genutzt.

## Archäologischer Befund

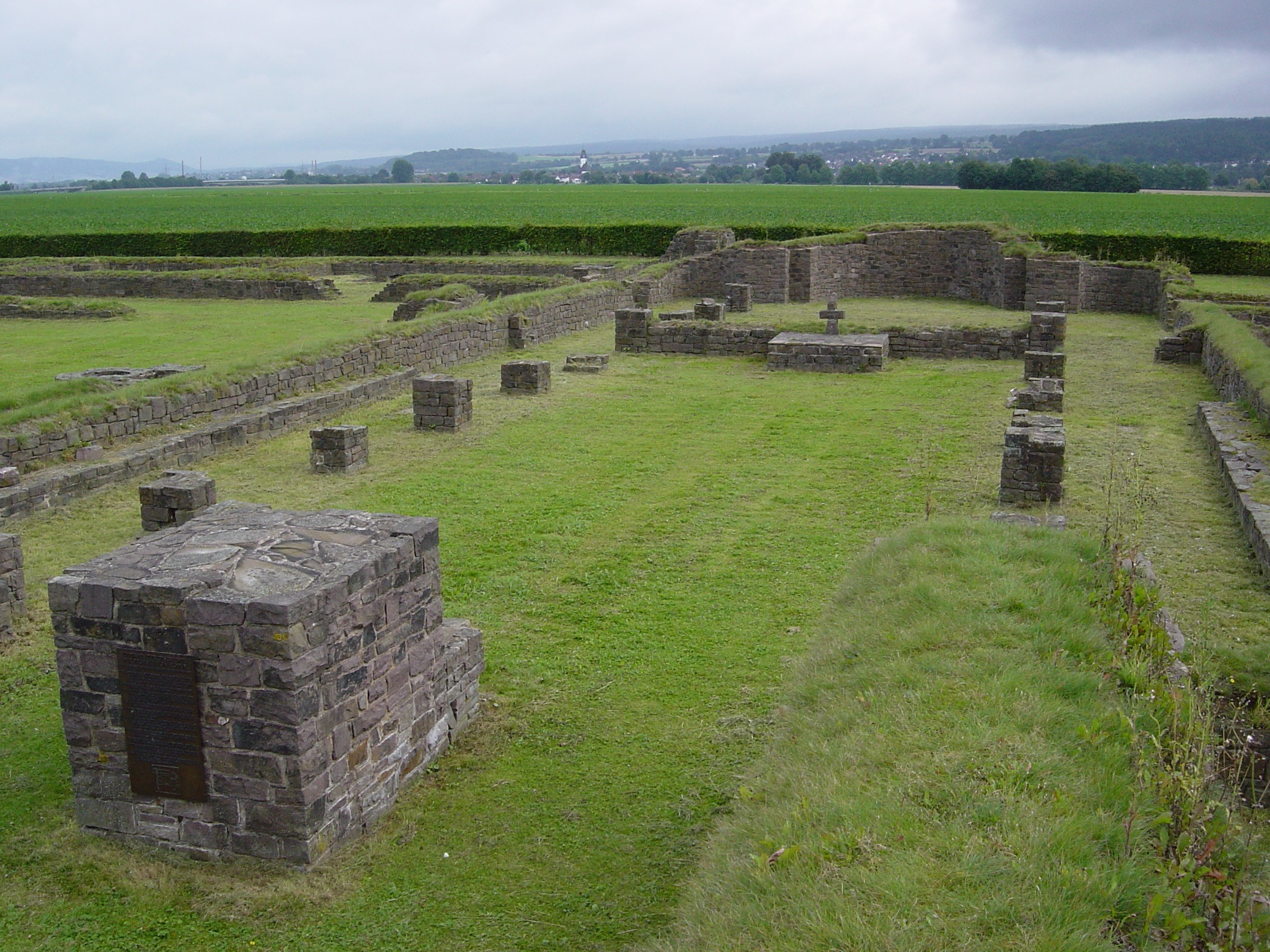
Mauern der Kapelle

Die Anlage wurde von 1975 bis 1980 unter der Leitung von Gabriele Isenberg archäologisch untersucht. Die Ruinen wurden ausgegraben und sind heute frei zugänglich zu sehen. Die teilweise 1990/91 wieder aufgemauerten Reste sind etwa 1 bis 2 Meter hoch.
Es zeigte sich, dass die Kapelle im Süden der übrigen Gebäude lag. Sie war eine dreischiffige Basilika mit einer Chorapsis. Die Kirche war 37 m lang und 15 m breit. Sie verfügte über einen Westturm mit den Maßen von 11 × 10 m. In der Mitte der Kirche gab es eine Chorschranke, die das Gotteshaus in eine Mönchs- und eine Leutekirche teilte. Nördlich der Kirche lagen die Klostergebäude um einen Kreuzgang angeordnet. Es sind in diesem Bereich auch zwei Brunnen gefunden worden. Eines der Klostergebäude war mit 36 × 9,50 m langgestreckt und war in verschiedene Räume unterteilt. Kapelle und Klostergebäude waren in Massivbauweise errichtet. Das Propsteigebäude war wahrscheinlich zweistöckig. Mindestens drei Gebäude verfügten über eine Feuerstelle. Gefunden hat man auch einen gedeckten Kanal.
Zu Tage kamen ein ausgeklügeltes System der Wasserversorgung sowie verschiedene Typen von Heizungsanlagen.
Die meisten Kleinfunde lassen sich auf die Zeit des 13. und frühen 14. Jahrhunderts datieren, was darauf hinweist, dass in dieser Zeit die Blüte der Anlage lag.
Ausgegraben wurde auch der Friedhof. Dabei fand man Reste von 52 Skeletten. Begraben wurden dort neben den Angehörigen der Propstei auch Bewohner einer zugehörigen Siedlung.